# Спадщанський ліс
51°22′16″ пн. ш. 33°43′10″ сх. д. / 51.37103° пн. ш. 33.71933° сх. д.
Спадщанський ліс — втрачений заказник, об'єкт природно-заповідного фонду, що був оголошений рішенням Сумського облвиконкому № 305 20.07.1972 року на землях Путивльської районної ради народних депутатів. Адміністративне розташування — місто Путивль, Сумська область.

## Характеристика
Площа — 1500 га. Об'єкт на момент створення був різноманітними деревами.
Уся інформація про створення об'єкта взята із текстів зазначених у статті рішень обласної ради, що надані Державним управлянням екології та природних ресурсів Сумської області Всеукраїнській громадській організації «Національний екологічний центр України»..

## Скасування
Станом на 1.01.2016 року об'єкт не міститься в офіційних переліках територій та об'єктів природно-заповідного фонду, оприлюднених на Єдиному державному вебпорталі відкритих даних http://data.gov.ua/. Проте ні в Міністерстві екології та природних ресурсів України, ні у Департаменті екології та природних ресурсів Сумської обласної державної адміністрації відсутня інформація про те, коли і яким саме рішенням було скасовано цей об'єкт природно-заповідного фонду. Таким чином, причина та дата скасування на сьогодні не відома.